# جون فيلبس
جون فيليبس (بالإنجليزية: John Phillips)‏ (1631–1706) هو مؤلف انجليزي و شقيق ادوارد فيليبس، و ابن اخ جون ميلتون. 

## حياته
كانت آن فيليبس، والدة جون وإدوارد، شقيقة جون ميلتون، الشاعر. عام 1652، نشر جون فيليبس رد لاتيني على الهجوم المجهول على ميلتون بعنوان من اجل الملك و الشعب الانجليكاني. ويبدو أنه عمل كسكرتير غير رسمي لميلتون، ولكن لعدم تمكنه من الحصول على وظيفة سياسية منتظمة، وبسبب استيائه (مثل أخيه) من الانضباط الذي كان تحت سيطرته، نشر عام 1655 هجوم على التطهيرية بعنوان " ساتير ضد المنافقين " (1655). عام 1656، تم استدعاؤه للمثول أمام المجلس الخاص بسبب مشاركته في كتاب قصائد فاحشة بعنوان "الذكاء الرياضي "، والذي تم قمعه من قبل السلطات، ولكن تم استبداله على الفور تقريبًا بمجموعة مماثلة بعنوان "الذكاء والسخرية".
في كتابه مونتيليون (1660)سخر من التقويمات الفلكية لويليام ليلي. و له مسرحيتان تحملان نفس الاسم، صدرتا عام 1661 و 1662، المسرحيتين مليئتان بالفكاهة الملكية الفظة، لذلك من المحتمل انهما من تاليف كاتب اخر. وفي عام 1678، دعم تحريض تيتوس أوتس، وكتب نيابة عنه، كما يقول أنتوني وود، العديد من الأكاذيب والجرائم. أشارت رواية الدكتور أوتس للمؤامرة البابوية إلى أنها كانت الأولى من بين هذه الكتيبات. العام نفسه نشر أول ترجمة إنجليزية لكتاب "ست رحلات" لجان باتيست تافيرنييه الذي يروي حياة كاملة من السفر في الشرق الاوسط و جنوب اسيا.
بدأ عام 1688 مراجعة تاريخية شهرية بعنوان "التاريخ الحديث أو سرد شهري لجميع الأحداث الهامة، المدنية والكنسية والعسكرية"، وتبعه عام 1690 " الحالة الحالية لأوروبا، أو الزئبق التاريخي والسياسي"، والذي تم استكماله بمجلد تمهيدي يقدم تاريخ الأحداث من عام 1688. قام بترجمة العديد من الترجمات من اللغة الفرنسية، ونسخة (1687) من رواية دون كيخوت، والتي وصفها مترجم كيخوت صمويل بوتنام بأنها أسوأ ترجمة إنجليزية للرواية على الإطلاق. ويذهب بوتنام إلى حد القول في مقدمة المترجم إن نسخة فيليبس "لا يمكن أن تسمى ترجمة". يرجع هذا إلى حد كبير إلى أن فيليبس قام بتغيير الرواية فعليًا من خلال استبدال الإشارات إلى المواقع الإنجليزية الشهيرة بدلاً من المواقع الإسبانية الأصلية، وإدراج إشارات إلى أشياء بريطانية لم يتم العثور عليها في الرواية الأصلية.
يقدم وود وصفا موسعا للاخوين في كتابه تحرير بليس، المجلد الرابع، القسم 764 و ما يليه، حيث تناول قائمة طويلة من اعمالهما. و قد شكل الاساس لكتاب ويليام غودوين " حياة إدوارد وجون فيليبس" (1815)، والذي أعيد معه طبع كتاب إدوارد فيليبس " حياة جون ميلتون".